# Archaeoprepona amphimachus
Archaeoprepona amphimachus es una especie de lepidóptero perteneciente a la familia Nymphalidae. Es originario desde  México a Bolivia. Se encuentra en las selvas lluviosas y bosques húmedos caducifolios en alturas desde el nivel del mar hasta los  1,500 metros.
Algunos autores consideran a Archaeoprepona amphimachus como una subespecies de Archaeoprepona meander.
Tiene una envergadura de alas de 50-58 mm para la ssp. amphiktion.
Los adultos se alimentan de la savia de las plantas y también de carroña, estiércol y fruta podrida en el suelo del bosque.

## Subespecies
- Archaeoprepona amphimachus amphimachus
- Archaeoprepona amphimachus pseudmeander (Brasil)
- Archaeoprepona amphimachus amphiktion (Honduras, México)
- Archaeoprepona amphimachus symaithus (Ecuador, Bolivia, Brasil)
- Archaeoprepona amphimachus baroni (Méxicɒ)